# Красная Новь (Пензенская область)
 Красная Новь  — поселок Пензенского района Пензенской области. Входит в состав Богословского сельсовета.

## География
Находится в центральной части Пензенской области на расстоянии приблизительно 12 км по прямой на запад от областного центра города Пенза.

## История
Основан в 1929 году как колхоз. В 1930 году 14 хозяйств. В 2004 году — 1 хозяйство.

## Население
Численность населения: 86 человек (1930), 69 (1959), 25 (1979), 6 (1989), 1 (1996). Население составляло 1 человек (русские 100 %) в 2002 году, 2 в 2010.